# Prosoplus subviduatus
Prosoplus subviduatus är en skalbaggsart som beskrevs av Stefan von Breuning 1976. Prosoplus subviduatus ingår i släktet Prosoplus och familjen långhorningar. Inga underarter finns listade i Catalogue of Life.